# Верх-Уймон
Верх-Уймон (рос. Верх-Уймон) — село Усть-Коксинського району, Республіка Алтай Росії. Входить до складу Верх-Уймонського сільського поселення.
Населення — 570 осіб (2015 рік).